# Huhet
Huhet era la forma femminile, o paredra, del dio Huh (mitologia) ed entrambi rappresentavano, nell'Ogdoade ermopolitana, l'infinito, inteso più come concetto di tempo che di spazio.
| V28 | V28 | t | I15 |

 Huhet

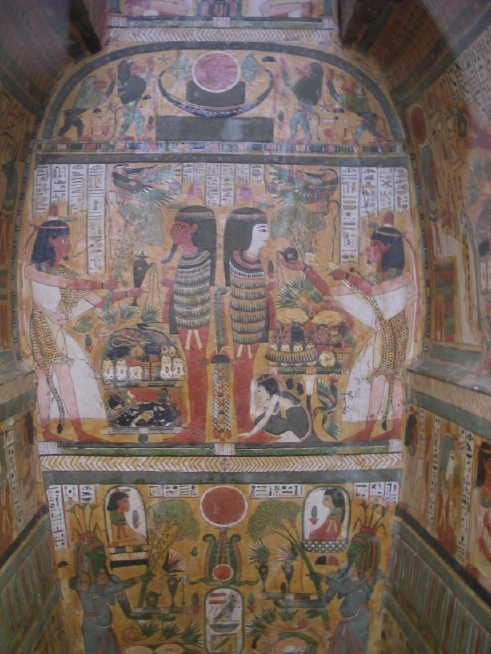
in alto, babbuini che salutano il sole nascente

Le maggiori notizie sulla Cosmogonia si trovavano nel Libro dei Morti e nei testi funerari raffigurati nella tomba di Seti I. Dopo essere emerso dalla materia primordiale, l'uovo cosmico era posato nelle mani di Huh ed Huhet e da esso sarebbe poi uscito Ra con le sembianze di un uccello fatto di luce e simboleggiante la creazione del mondo.
Per questo evento, la forma zoomorfa di Huhet era, spesso, identificata nel babbuino che salutava il sole nascente, Ra. Mentre Huh era rappresentato nella forma antropomorfa con il colore blu, la dea era color carne per aver generato la vita.
Tra le varie ipotesi della Cosmogonia egizia, vi era anche quella che Huhet fosse stata creata dal dio Ptah.
Di questa divinità femminile poco o nulla si conosce perché pare rappresentasse un concetto estremamente astratto di divinità e, di conseguenza è difficile attribuirvi un culto popolare o tempio.

## Altri nomi
- Hauhet
- Hehet